# Castillo Kasugayama
El Castillo Kasugayama (春日山城 Kasugayama-jō?) es un castillo japonés localizado en Jōetsu, prefectura de Niigata en Japón.
El castillo Kasugayama fue la principal fortaleza de Uesugi Kenshin durante el período Sengoku cuando llegó a esta región en 1548. Después de la muerte de Kenshin, su sobrino Uesugi Kagekatsu ganó su control después de una serie de batallas con Uesugi Kagetora, el hijo adoptivo de Kenshin. Veinte años después, el clan Hori se convirtió en el gobernante de Kasugayama pero decidieron que el castillo no era un buen lugar para gobernar por lo que construyeron otro en Fukushima, quedando la primera abandonada en 1607.
El castillo Kasugayama está considerado como uno de los cinco castillos de montaña más grandes de Japón.